# Marpesia zerynthia
Marpesia zerynthia (denominada popularmente, em inglês, Waiter Daggerwing) é uma borboleta neotropical da família Nymphalidae que se distribui dos Estados Unidos (no sul do Texas) até a Bahia e a região sul do Brasil (no Rio Grande do Sul), ocorrendo também na Colômbia, Equador, Peru e Bolívia. Apresenta tons de coloração negro-amarronzada, na região central de suas asas, com tonalidade laranja-purpúrea na região próxima ao corpo do inseto e nas margens de suas asas. Na parte superior de cada asa anterior existe uma discreta mancha negra. Vista por baixo, em pouso e de asas fechadas, a parte de cima das asas é amarronzada e a parte inferior, próxima ao corpo do inseto, é de coloração clara, com uma área em vermelho as delimitando. A envergadura é de 7 a 8,1 centímetros. Possui longas caudas no final das asas posteriores, que caracterizam o gênero Marpesia.

## Hábitos
Marpesia zerynthia é uma espécie bem distribuída, podendo existir em florestas primárias e áreas de vegetação secundária, em altitudes entre zero e 2.400 metros (sendo comuns em floresta úmida, entre 800 a 1.800 metros). Pousam ao longo de trilhas ou próximas a margens de rios; onde são vistas, nas horas quentes do dia, em pequenos grupos de cerca de 6 a 12 machos, visitando a areia molhada ou lama para absorver substâncias minerais. Eles se empurram constantemente para se posicionar e se alimentar, com as asas eretas ou parcialmente abertas. Em condições mais frescas, eles se alimentam com asas abertas, exibindo os tons do lado superior. Fêmeas são evasivas, passando a maior parte de suas vidas no dossel da floresta; porém, em um clima nublado, às vezes elas descem para se instalar na folhagem ao longo das trilhas.

## Subespécies
Marpesia zerynthia possui duas subespécies:
- Marpesia zerynthia zerynthia - Descrita por Hübner, 1823, de exemplar proveniente do Brasil.[6]
- Marpesia zerynthia dentigera - Descrita por Fruhstorfer, 1907, de exemplares provenientes da Colômbia e Peru[6]; também ocorrendo no México e Equador.[7][14]